# (14173) 1998 VL9
A (14173) 1998 VL9 a Naprendszer kisbolygóövében található aszteroida. A LINEAR projekt keretében fedezték fel 1998. november 10-én.